# アマチュア無線

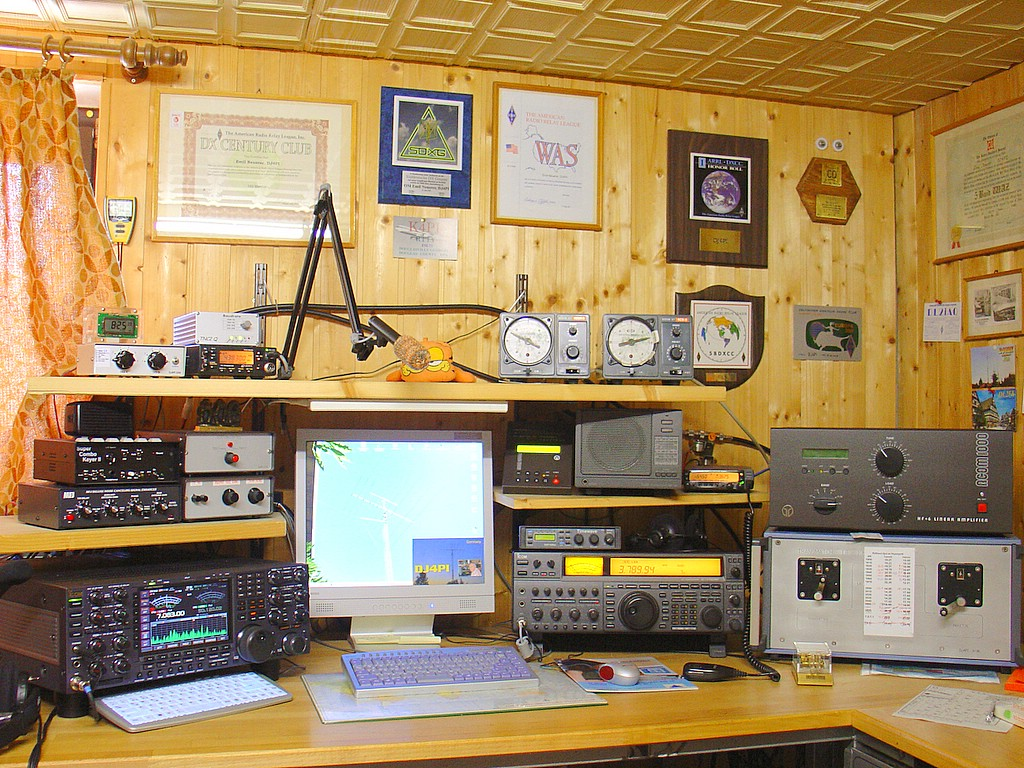
shack（シャック、radio shack）の一例。本来「あばら小屋」を意味する「shack」が、転じてアマチュア無線家が無線機を置いて通信する部屋、いわゆる無線室（通信室）も指すようになった。

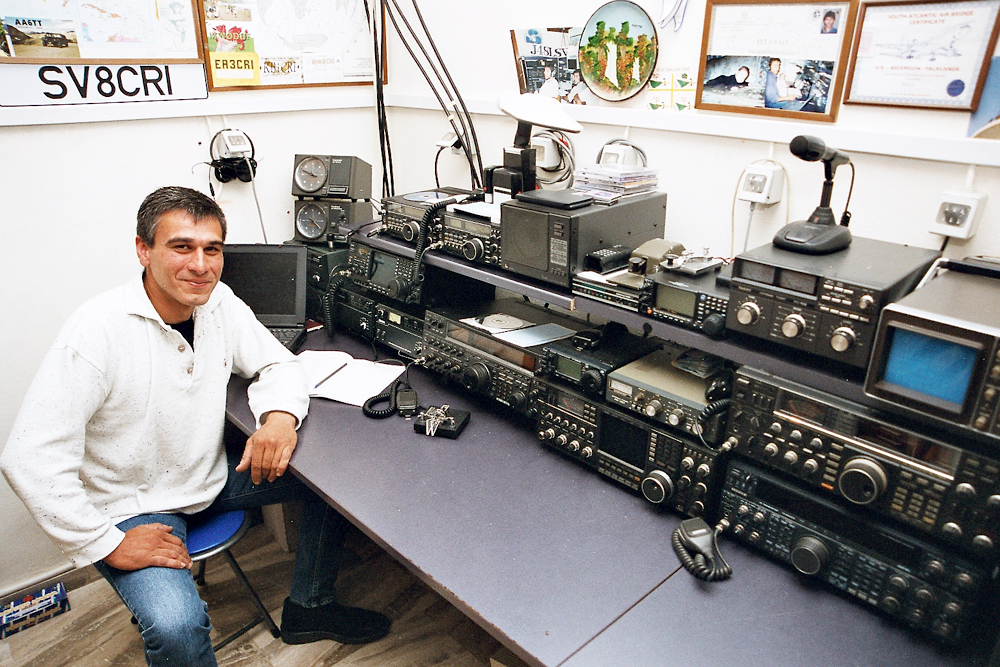
無線局の一例

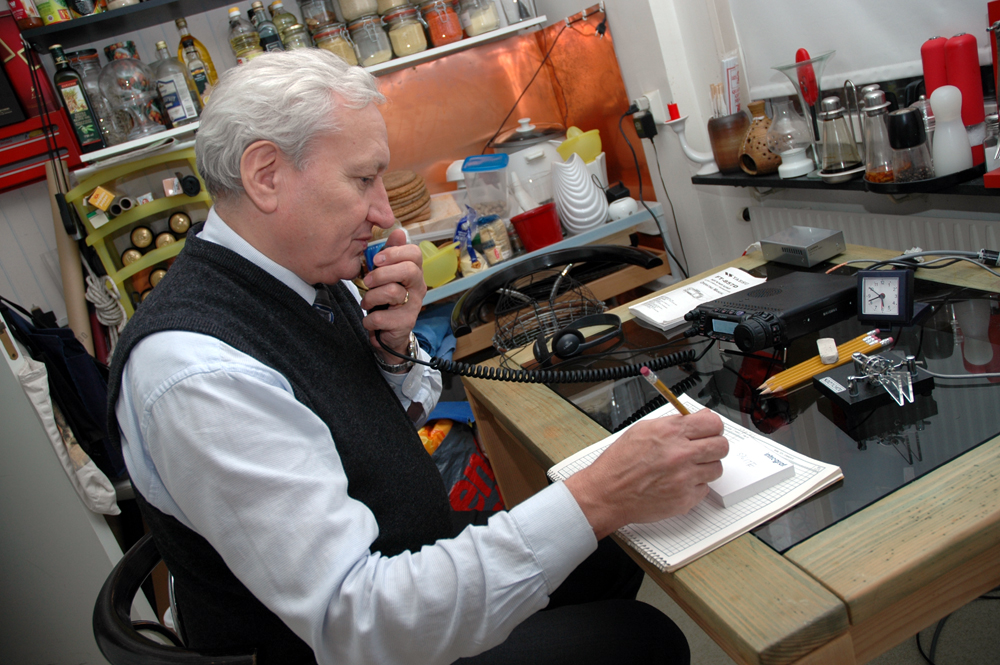
小規模局の一例。机上に無線機が一台。場所は何と台所

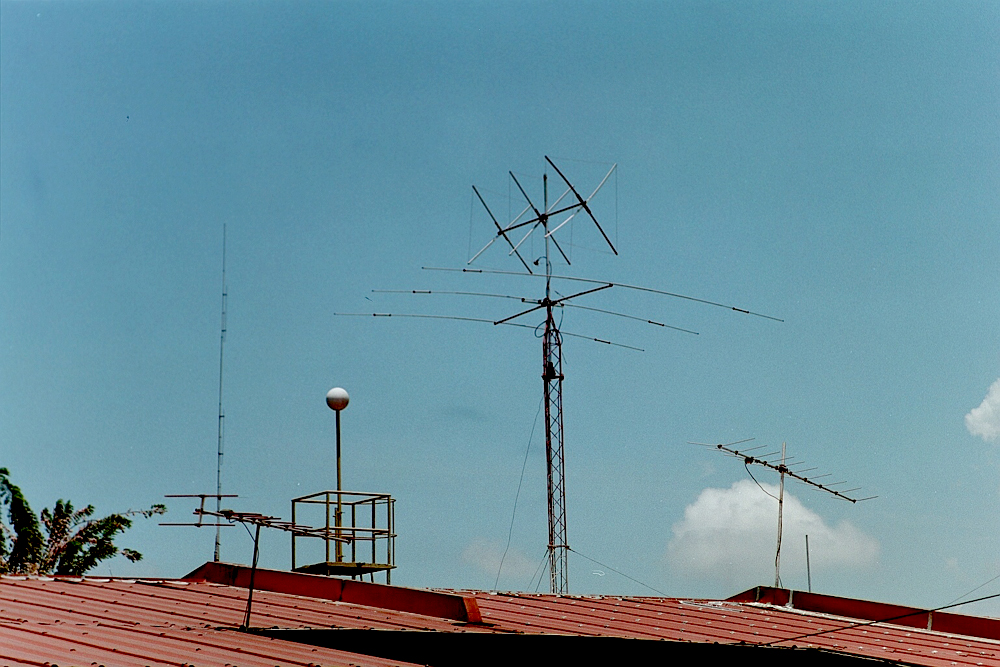
アンテナ（空中線）の一例

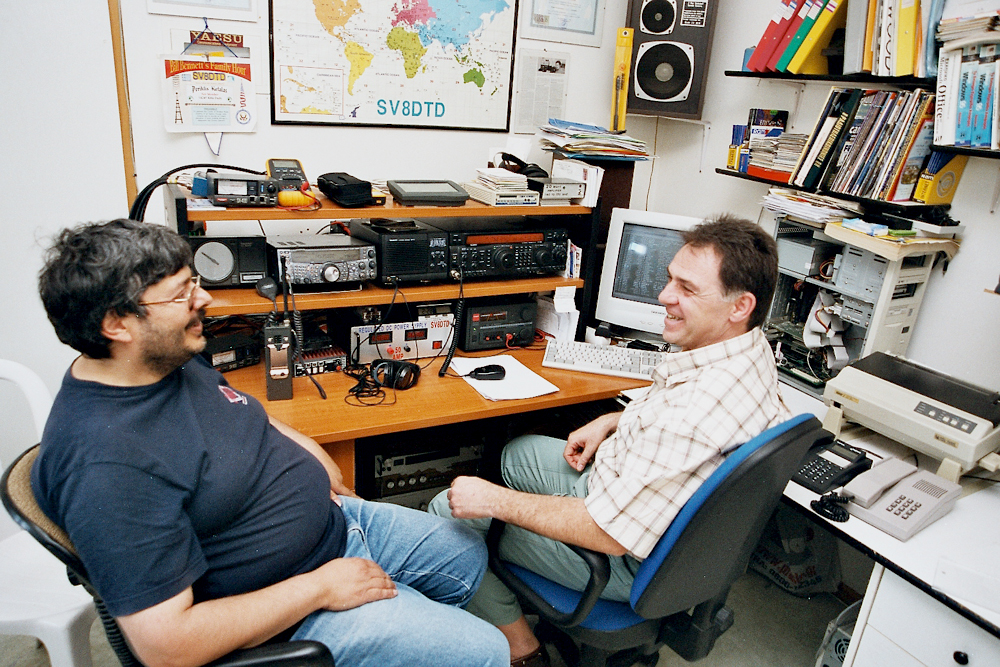
通信でではなく、直接面会して旧交を温め合う2人のアマチュア無線家。ギリシャ・レスボス島、ミティリーニにあるSV8DTDのオーナーと訪問者

アマチュア無線（アマチュアむせん：Amateur Radio、Ham Radio、Ham、等）とは、金銭上の利益のためではなく、専ら個人的に無線技術に興味を持ち、免許状を許可された者が行う自己訓練、通信及び技術研究のための無線通信業務、である。

## 概要
アマチュア無線は、国際法上は無線通信規則に倣い「金銭上の利益のためではなく、専ら個人的に無線技術に興味を持ち、正当に許可された者が行う自己訓練、通信及び技術研究のための無線通信業務」と定められている。
日本においては、電波法施行規則において「金銭上の利益のためでなく、もつぱら個人的な無線技術の興味によつて行う自己訓練、通信及び技術的研究その他総務大臣が別に告示する業務を行う無線通信業務」と定められている（第三条十五）。
個人で行う無線通信業務であって、無線電信や無線電話であったものが、さらに画像映像通信、月面反射通信、デジタル通信でも運用される。
アマチュア無線局の運用に当たってはアマチュア無線技士の無線従事者免許証が必要であり、無線局の開局には無線局免許状が必要である。

## 免許証
無線従事者免許証は、アマチュア業務に必要な「無線技術の理解」と「法規の知識」の試験に合格して認定される者に授けられる。

### 各国の免許証制度

#### 日本
日本の法令上、アマチュア無線業務を行うには
- アマチュア無線を行える属人的資格…無線従事者免許証（通称：従免）
- アマチュア無線を行える設備に対する免許…無線局免許状（通称：局免）

が必要となる。
アマチュア無線技士の免許取得
- 相当の技術・技能・法律知識を持っている試験合格者に与えられる。
- 相当の技術基準を満たしている無線設備に与えられる。

アマチュア無線技士の区分
- 第一級アマチュア無線技士（略称：1アマ）
- 第二級アマチュア無線技士（略称：2アマ）
- 第三級アマチュア無線技士（略称：3アマ）
- 第四級アマチュア無線技士（略称：4アマ）

このほかに、第三級海上無線通信士以外の無線通信士および陸上無線技術士は、アマチュア無線技士と同等以上とされ、業務に対するアマチュア業務を行う。

##### 個人局と社団局
アマチュア局の無線局免許には
- 個人が開局するアマチュア局は個人局（1950年より）
- 二人以上で構成し開局するアマチュア局は社団局（1959年より）通称はクラブ局

の二つがある。

##### 呼出符号（コールサイン）
基本的に「JA1A××」のように、（日本に分配された国際呼出符字列の頭2文字）+（地域番号の1数字）＋（2または3英字）で構成されている。記念局などの地域番号以降は、この限りでない。

##### 空中線電力
電波法施行令に、アマチュア局の業務に必要な最小の電力で運用する事と法規にある。他の業務用電力局、送信所などと同じく総務大臣免許があるが、個人（団体）が運用する無線局では、実際の業務から、短波以外の波長においては大出力の月面反射通信専用設備で許可する。

##### ゲストオペレータ制度
アマチュア業務を行うことが可能なアマチュア無線従事者以外のものが、ある条件の下でアマチュア局の運用をすることがある。

#### 米国
下位資格から順に次の種類に分かれている。所管は連邦通信委員会 (en:U.S. Federal Communications Commission)。
- ノビス(Novice)級（2000年4月廃止）
- テクニシャン(Technician)級 - 日本での3・4級に相当
- ゼネラル(General)級 - 日本での2級に相当
- アドバンスド(Advanced)級（2000年4月廃止）
- アマチュア・エクストラ(Amateur extra)級 - 日本での1級に相当

2000年にノビス級、アドバンスト級は廃止されたが、これらの試験および新規の資格付与を行わないという意味であって、当該資格を既に取得している者には影響は及ばない（日本の旧第二級が「電話級」を経て現在は「第4級」と読み替えられているのと同じ）。
試験はElementと呼ばれる単位に分かれている。従前はテクニシャン級以外はモールス符号の試験が課されたが、2000年にElement 1に簡素化・統合され2007年に廃止された。
- Element 1（モールス）（廃止）5語/分の速度のモールス符号を受信し、内容に関する質問に10問中8問の正解、または25文字連続の正確な書取りで合格。
- Element 2（テクニシャン級）35問中26問で合格。
- Element 3（ゼネラル級）35問中26問で合格。
- Element 4（エクストラ級）50問中37問で合格。
  - これらは、四年周期で見直される。

試験は下位の資格から受験する事となっている。
- テクニシャン級の取得には、Element 2のみ
- ゼネラル級の取得には、Element 2とElement 3
- エクストラ級の取得には、Element 2からElement 4

のすべてに合格する事が必要である。一日で全てを受験することもできる。
従前はElement 2とElement 1に合格した場合には上位資格に許可される周波数帯域の一部が運用できた。
資格区分を問わず最大1.5kWの空中線電力を扱えるが、状況が合わない場合はコールサインを変えることができる。ただし、コールサインの変更は資格保持者の任意であるコールサインでは判断が困難な場合がある。

### ノーコード・ライセンス
かつての日本の免許制度の特徴として、無線電信法の1927年改正で、アマチュア無線局設備及び操作技術者として認められる「私設無線電信無線電話施設 第五号」として認められて以来、無線電信法時代は全ての操作技術者、太平洋戦争及び敗戦後の連合軍占領期の空白期間を経て電波法制定後は、その入門級（第四級、従前は旧第二級または電話級）はモールス符号による実技試験がないノーコード・ライセンスだったことが挙げられる。
戦前の国際電気通信条約に付属する無線通信規則（Radio Regulation、以下、RRと略す）では全てのアマチュア局のオペレーターに対しモールス符号による通信技能を求めていたが、初めてノーコードで運用したのは、1947年（昭和22年）のアトランティック・シティ国際無線通信会議である。周波数1,000MHz以上のアマチュアバンドでは各国の電波主務官庁の判断によりモールス技能を免除できると改正され、1949年（昭和24年）1月1日に発効した。しかし電波監理委員会は、1950年（昭和25年）6月1日施行の電波法でノーコード・ライセンスである旧二級アマチュア無線技士の操作範囲を、RRに反して「空中線電力100W以下、周波数50MHz以上、8MHz以下」と定めた。これにより旧二級でも3.5MHzや7MHzの無線電話で交信が楽しめた。なお、日本に追従してオーストラリアもRRに反するノーコード・ライセンスを1954年（昭和29年）6月より導入している。
1958年（昭和33年）11月5日、旧二級を廃止して、ノーコード・ライセンスの電話級を新設した際に、郵政省はRRへの配慮から、その空中線電力が10Wに変更になった。そして電波法改正法の附則第2項により「旧二級資格者は電話級の資格を受けたものとみなす」ことになった。1963年（昭和38年）11月4日までの経過措置として、第二級を受験する際の科目免除や、引き続き空中線電力100W以下の操作が認められている。
再び緩和が決議されたのは1959年（昭和34年）のジュネーヴ世界無線通信主管庁会議（WARC。国際無線通信会議から改称）である。モールス技能を免除できる周波数を1,000MHz以上から144MHz以上に改正し、1961年（昭和36年）5月1日に発効した。しかし郵政省はノーコード・ライセンスである電話級の操作範囲を「空中線電力10W以下、周波数21MHz以上、8MHz以下」と変更し、1961年4月10日より施行した。これにより電話級でも21MHzや28MHzの無線電話で交信できる事となった。
また1970年代に、電話級を取得した者に人気があった50MHzバンドの運用も、「144MHz以上のアマチュア局のオペレーターに限りモールス技能を免除できる」というRRの規定に反していた。この「144MHz以上」の規定は20年間続き、1982年（昭和57年）1月1日より「30MHz以上」へ緩和された。アメリカではRRに準拠した50MHzバンド以上で運用できるノーコード・ライセンスを1991年（平成3年）2月14日より導入した。
そして2003年（平成15年）のジュネーヴ世界無線通信会議（世界無線通信主管庁会議から改称）では、モールス符号による通信をアマチュアに任せるか否かは各国の電波主務管庁の判断に委ねられることになり、2005年（平成17年）1月1日に発効した。日本のノーコード・ライセンスは半世紀を経てRRに準拠した。最終的に第三級からのモールス符号の実技試験は2011年（平成23年）10月1日に廃止された。廃止後は、欧文モールス符号の知識を法規の科目内で出題される様になった。また各国でも次々とノーコード・ライセンスが導入されている。

### 相互運用協定
アマチュア局は、電波を発射する場所を中央政府が制限する（属地主義）ため、原則として当該国のアマチュア局の免許を受けるが一部の国々の間では、相手国のアマチュア資格を自国で受け入れる。そして、自国のライセンスで相手国でも運用ができるように、政府同士が相互運用協定を締結している。
なお、総務省は「相互運用協定」ではなく「アマチュア無線技士の相互承認」と表記している。これは、「対象国が発行したアマチュア局の免許から、日本国内においても、アマチュア局の運用が認める」というものではない。

#### 日本から見た相互運用
告示

に定める国と相互運用協定を締結している。
外国の資格による日本での運用は、アマチュア局の開局手続き#資格を、日本の資格による外国での運用は、アマチュア無線技士#外国での運用を参照のこと。
なお、臨時に告示された場合は相互運用協定を締結していない国の資格者でも運用できる。
相互運用協定を締結していない国においても、資格を認めて運用を許可したり、発展途上国の場合は、許可に関する規定が整備されておらず、交渉により許可する場合がある。事前に申請し許可を受ける必要がある。
- パラオ共和国は、日本のアマチュア無線技士免許を受けていれば、日本での級に関係なく最上級ライセンスが1年間認められ、持ち帰ることを条件に無線機を持ち込める。
- 中華人民共和国は、無線機の持込みはできないが、グループ運用局に訪問しゲストとして運用を2年間許される。

## 通信方式
アマチュア無線で使われる通信方式（電波型式）には以下のようなものがある。

### 音声による通信
短波では、占有周波数帯幅が狭く遠くに電波の届くSSBが、VHF以上では音質の良いFMが使われることが多い。またAMも愛好者を中心に、周波数に余裕のある50MHz帯や28MHz帯あるいは日本では2009年に拡張された7MHz帯の上端部で使用される。符号分割多元接続やD-STARやC4FMデジタル変調方式による音声通信も、UHF帯以上の一部で行われはじめている。

### 符号による通信
手送りのモールス符号 (CW)

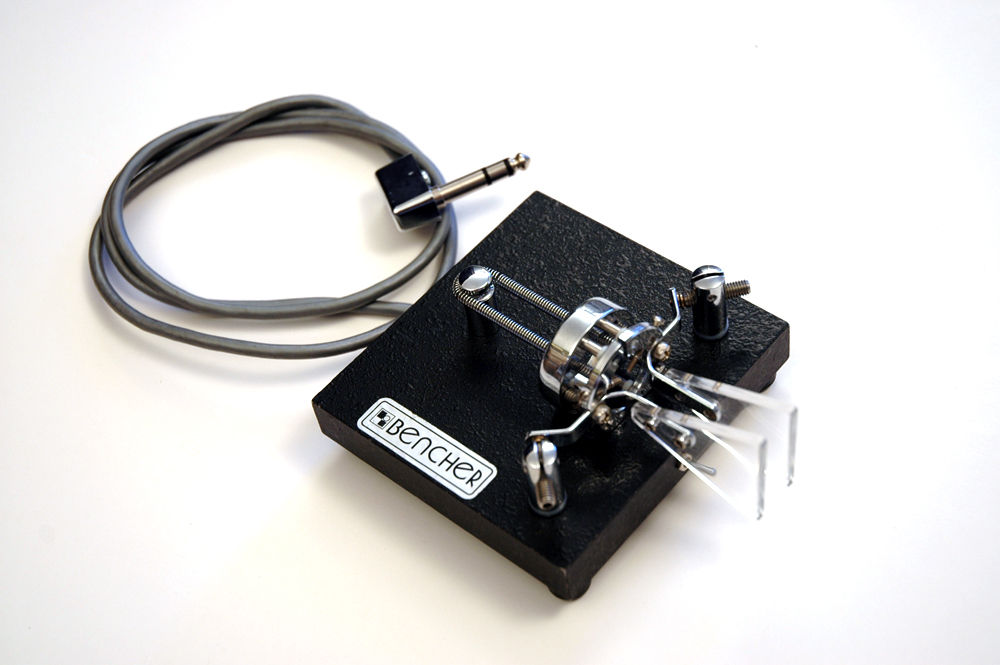
モールス信号を打つための電鍵（キー）の一例、マニピュレーター。接点が2つある高速入力用。単独では使えず、マイクロコンピュータを内蔵したエレクトロニクスキーヤ（自動式符号送出機）に繋いで使うことが絶対条件になる。

- 占有周波数帯幅が500Hz程度と狭いため、混信に対して強く、電波が弱くても通信ができる。
- 最低限のQ符号や略符号を並べて交信が成立することから、外国語が苦手でも、世界との交信にあまり困らない。基本的には航空無線同様、英語が世界共通で用いられる。
- 和文符号による交信は、片仮名による普通文となる（電報と同じ）。ベテラン層に愛好者が多く、国内通信が主体となる3.5・7・144・430MHz帯の利用が多い。災害などの非常時には「全無線局共通非常呼出周波数」で警察や自衛隊の電信局とも通信が出来る。

印刷または画面表示によるラジオテレタイプ (RTTY)
印字通信である。古くは機械式のテレタイプ端末と、これを無線装置に接続する変復調器などにり構成されていた。今ではパソコンのサウンド入出力端子に、インターフェイスを介して無線装置を接続し、ソフトウェア（MMTTYなど）でRTTYの送受信ができるシステムが作られ、日本語のマルチバイト文字通信も可能なPSK31といった通信方式も登場した。
自動打鍵によるもの
アマチュア無線において、帯域が特に狭く、雑音や送信電力が少なくてすむ135kHz（長波）帯や475kHz（中波）帯を中心に、狭い帯域幅で運用できる。
- 短点ないしはこれに相当する時間を数秒から数十分程度まで延ばすことで、波長の幅を数Hz以下に抑える方法が主流。極めて狭い帯域幅を実現するため、ppm単位の周波数精度が要求される。
- モールス符号に基づく通信方式としてQRSSやDFCW、モールス符号以外の符号化を使用するものとしてWSPRやOpera、Slow-hellなどがある。
- 交信時間の長さを聴覚にあわせて受信することは危険なため、受信はソフトウェアによるものである。しかし、日本においては、QRSSおよびOperaは電波型式をA1Aとして送信するにあたり必要となる。また、DFCWおよびSlow-Hellは電波形式をF1Bとして許可される。
- 自動受信が必須なことから、ビーコンを用いた受信レポートの自動収集が行われている。

### 特殊な電波型式
コンピュータによるデータ通信（パケット通信）
パソコン通信やインターネットが利用されている。
WSJT系デジタル通信(パーソナルコンピュータ変調)
パソコンのソフトウェアを用いてコールサイン等の文字列をFSK変調を用いて音声信号に変換し、SSBの音声信号で送信だけを行うことで通信を行う。
一般的に音声での交信は7MHz帯以下のアマチュア無線用の周波数帯はLSBを、10MHz帯以上のアマチュア無線用の周波数帯はUSBを使うのが慣例だが、WSJT（en:WSJT (amateur radio software)）系の交信では全てUSBにて行う。
当初はEME等、微弱信号でも効率的に交信が行えるようJT65, FSK441, JT6M等のモードが開発されていたが、FT8,FT4等様々なモードが随時認可され、電離層反射による遠距離通信でも用いられている。
交信はモールス符号による送受信と同等の文字列をソフトウェアが交信文として作成し、オートシーケンスによりレポート交換を行うが、オペレーターが入力した文字列若しくは事前に登録したマクロ文字列を送出することも可能である。
コンピュータの時刻のリセットを行うとき、コンピュータの時刻をNTPやGPS等を用いて正確に合わせる。
アマチュアテレビ (ATV)
デジタルテレビ放送と同一規格（国際宇宙ステーションとのDVB）のものと、SSTV（低速度走査＝スロースキャンテレビ）と呼ばれるものがある。前者は9MHzという広い占有周波数帯幅を必要とするため、1200MHz帯以上で許可される。後者は1枚の静止画像を30秒かけて送信する「テレビ」である。使用する周波数帯域が音声と同程度（2.5kHz程度）なので、短波を使用して海外局とのやり取りも楽しめる。パソコンのサウンド入出力端子に無線装置を接続し、ソフトウェアのみでSSTVを実現できる。
アマチュアFAX
今ではパソコンのサウンド入出力端子に無線装置を接続し、ソフトウェアのみでアマチュアFAXを運用できる。

## 楽しみ方
アマチュア無線家によって楽しみ方はさまざまにある。以下は代表的なもの。

### 交信を楽しむ
ラグチュー
英語の「Chew the rag（チュー・ザ・ラグ ＝ ぼろ切れを噛む）」を語源としている。 アマチュア無線は、見知らぬ友人を求める趣味でもあることから、ラグチューはアマチュア無線の基本である。なお、国際通信のときには、日常会話レベルの英語力を必要とする。
遠距離通信 (DX)
DXとは"Distant"（遠距離）の略だが、主として短波においては海外との遠距離通信のことを指す。
高利得アンテナや高度な技量が必要になる。
無人島やアマチュア無線家のいない地域へ装備を運び、その地域の電気通信当局から許可をもらい、アマチュア局を臨時に開設し、全世界からの交信リクエストに応えるものをDXペディションという。

コンテスト
アマチュア無線のコンテストとは、参加者同士で交信の得点を競う競技である。

アワード
アマチュア無線のアワードとは、積み重ねた交信が決められた条件を満たしたときに与えられる賞である。

QSLカード
アマチュア無線では、交信をするとその証明となるQSLカード（交信証明書）を交換する慣習がある。しかし交信証明書の発行は法的な義務ではない。

### 外に出ることを楽しむ

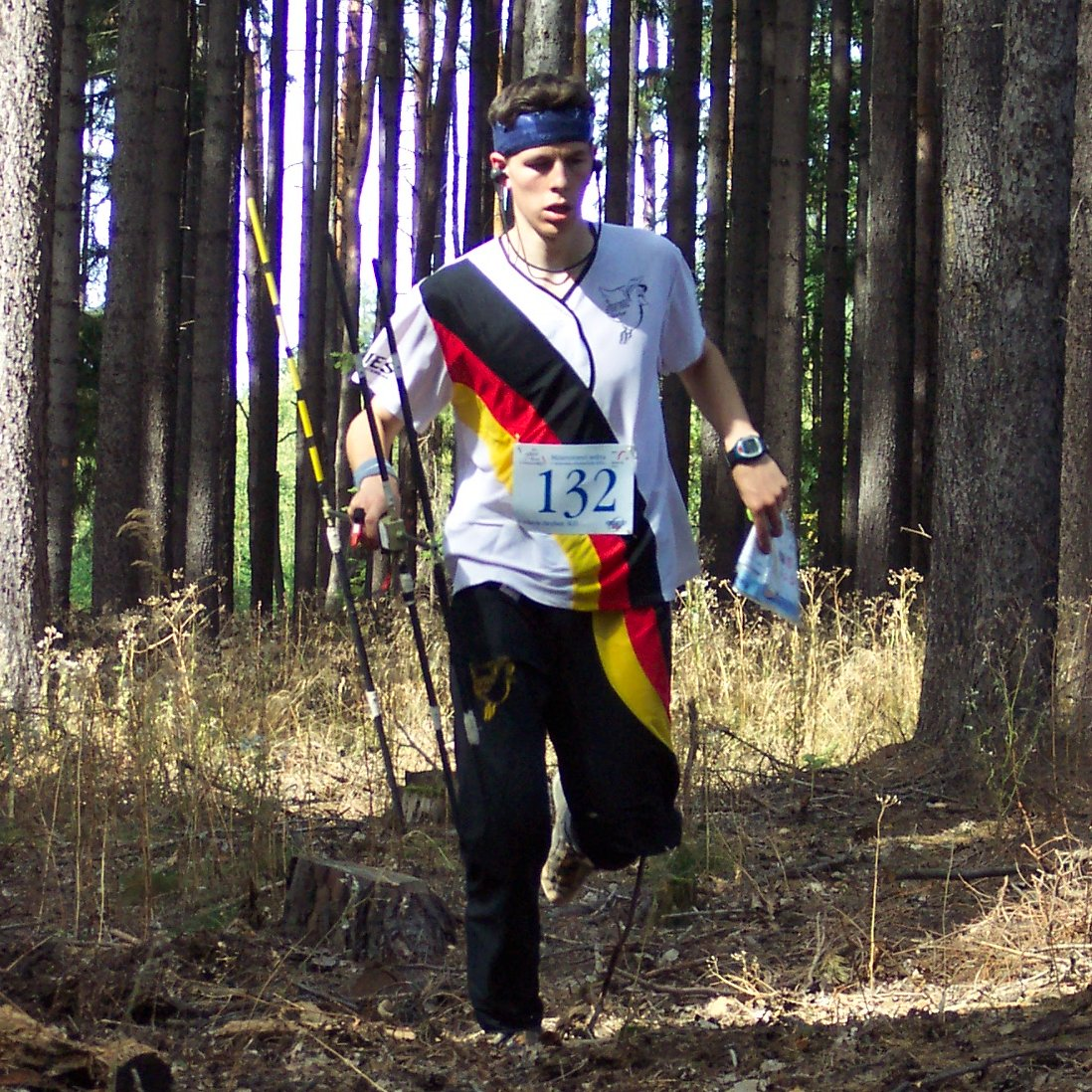
受信機を手に目標物を探すARDFの競技者
ARDF世界大会（2004年チェコ）にて

アマチュア無線には屋外へ無線機やアンテナを持ち出す移動運用の楽しみ方もある。
モービル
モービルとは、自動車やオートバイに小型の無線機とヘッドセットや特殊な送受システムを組み込み、移動して通信することを指す。携帯電話やカーナビゲーションシステムの登場と運転中の使用等による交通事故が問題となり、道路交通法によって規制対象となったが、ヘッドセットや各種分割型ワンタッチスイッチなどが研究・実現されており、規制後も、モービル通信法と共にアマチュア局等で運用が可能である。
フォックスハンティング
見つけ出すことが難しい電波発信源（送信機）を探し出すことである。競技によってはスタッフが所持して移動することもある。
通常、小形で鋭い指向性を有する空中線を受信機にセットし、探し出すまでの時間を競う。

ARDF
信号を発しているポールを求めて、フォックスハンティングをオリエンテーリングに似たルールで競技化したものがARDF （Amateur Radio Direction Finding）である。野山を走り回るハードなスポーツであるという点で、他のアマチュア無線の楽しみ方と大きく異なる。

### 自然物・自然現象を利用して通信する
自然物・自然現象を利用した通信は不安定な事があり、設置場所を選び遠距離通信を可能にする。
電離層反射通信
電波が電離層と地表との間で反射を繰り返しながら遠方まで伝搬する性質を用いて遠距離通信を行うのが電離層反射通信である。初夏から夏にかけ、E層付近にスポラディックE層（Eスポ）と呼ばれる高密度の電離層が局地的に発生することがある。これはVHFまでの電波を反射するため、普段交信できない遠距離地域との交信ができるが減衰がある事は想定しておくべきことだ。なお、電離層は太陽活動の影響を強く受けるが、ほぼ11年周期で増減するSSNが太陽活動の状況を知るためのものとして重視されている。
流星散乱通信
宇宙空間の小さな塵が大気に突入する際に大気中の原子を電離させると、一時的に微小な電離層が発生したようになり、そこで電波を反射することがある。反射された電波を受信し、学研として実用化もされている。通信手法の確保の観点から流星バースト通信 (Meteor Burst Communication, MBC) と呼ばれることも多い。

月面反射通信
電波を反射する相手として月を選ぶのが、月面反射通信(EME:Earth-Moon-Earth)である。

### 小電力通信に挑む
「QRP」と呼ぶ。QRPとはQ符号の一つで、空中線電力を下げることを意味するが、ここでは「限りなく小電力で」遠距離通信に挑むことを指す。

### 中継設備を利用する
個人が開設しているものから、JARLが開設しているものまで、様々な中継業務で運用されている。これにより通信可能な範囲が広がる。
アマチュア衛星通信
宇宙空間には、アマチュア無線のための通信衛星であるアマチュア衛星が打ち上げられている。現在ではアマチュア通信用の衛星は常時10基以上運用されており、アマチュア無線家には身近なものである。衛星には通信を中継する機能や、地上から送信された信号を一定時間記憶し再送出する機能が搭載されており、電話・電信で直接交信するほか、コンピュータを用いてデータ伝送を行ったりする。ただし静止衛星ではないため、アンテナで衛星を追尾する設備と技量を必要とする。

レピータ
山頂やビルなどに設置されたレピータ（レピーター、リピータ）と呼ばれる中継局を介して遠距離通信などを安定的に実現する。

フォーンパッチ
中継に有線通信を用いるものである。通信の途中に電話回線やインターネットによる中継を挟むことで、直接電波が届かない地域との通信を実現する。有線の電話機から公衆回線を通じてアマチュア無線に接続する。つまり電話機側の人がアマチュア無線家でない場合もある。欧米では古くから実用化されており、特にアメリカでは普及していた。
日本においては、従前の公衆電気通信法下では公衆通信回線に無線機を接続することは警察・消防など公共目的以外には禁止されていた。1985年の公衆電気通信法廃止および電気通信事業法施行により、原則として禁止されるものではなくなったが、1998年になって郵政省電気通信局（現総務省総合通信基盤局）が要件を明確にしたことにより認められた。
具体的にはD-STARやWIRES、DMR、Echolink、eQSO、IRLPなどがあり、スマートホンやパソコンを用いることで無線機を使わずに送信することもできる。
パケット通信
アマチュア無線を用いたデータ通信である。OSI参照モデルに基づき、各階層でのプロトコルやサービスが開発されている。データリンク層プロトコルとしてはパケット交換方式であるAX.25が事実上の標準規格であり、このことからパケット通信と呼ばれるようになった。上位層では、RBBS (Radio BBS) が運用されているほか、TCP/IPを実装してインターネットと接続することも行われている。

### アパマンハム
アパートやマンションなどの共同住宅のテラスや屋上にアンテナを設置するアマチュア無線家のことを「アパマンハム」と称す。隣家（隣室）との距離が短く共同住宅である事もあり、それらに対する配慮をする事が必要となる。小型・高性能・安全なアンテナが要求されるため、その技術的研究が盛んに行われており、個人のウェブサイトや書籍にアイデアを公開しているケースも多い。
世界各国にアパマンハムがいる。「限られたスペースでいかにアンテナを動作させるか」という研究が盛んである。
アパートでは接地条件が垂直系アンテナの効率に大きく影響するため、接地の研究やアンテナの展開の仕方、材料なども論議されている｡アパマンハムにとり、技術的には車や移動運用で使用するアンテナを応用、活用できるという共通部分も少なくない。また、戸建所有者だが種々の住宅事情から、その研究テーマや条件はアパマンハムと同様である。なお、アメリカでは共同住宅の場合、他の全住人からの同意があろうとも無線アンテナの設置は禁止されている。

## 社会貢献

### 非常通信
アマチュア無線の社会的貢献が取り上げられるものとして、災害時や非常時の通信がある。
携帯電話やインターネットが広く普及した今日でも、アマチュア無線の災害時対応については、社会からの期待がある
。
日本では以下のような事例がある。
- 1934年 - 函館大火が、最初である[32]。
- 1953年 - 昭和28年西日本水害[32]。
- 1964年 - 新潟地震では、連絡の途絶えた佐渡島の無事を確認した[32]。
- 1995年 - 阪神・淡路大震災では、郵政省からJARLに臨時発給局に免許され、日本アマチュア無線機器工業会 (JAIA) の協力により被災地に無線機を送った[34]。
- 2008年 - 岩手・宮城内陸地震では、中山間地で孤立した集落や山中の行楽客からのアマチュア無線を活用した通報により、多数の孤立者が迅速に救助され、人的被害の拡大を防いだ。
- 2011年 - 東日本大震災でも、総務省からJARLに臨時発給局が免許された。津波で岩手県大槌町赤浜地区が孤立した際、地域を救ったのはアマチュア無線である[35][36]。

日本では、A1Aに限り4630kHzが非常通信用周波数として設定されている。
国際的にも、2004年に発生したスマトラ島沖地震を契機に、国際条約の整備を目指した国際会議が発足し、各国関係主管庁への働きかけが進められている。先進的な法整備がなされている米国では、災害時など非常時の通信を主目的とするアマチュア無線による非営利の公共業務 （public service） を従来のアマチュア業務に加え、これを推進するための関連法を整備している。

## 特殊な場所のアマチュア局
特殊な環境下で観測などの業務を行っている科学者や技術者が、業務時間外の余暇を利用してアマチュア局を運用することがある。かつては過酷な環境下に暮らす運用者の精神衛生を保つ効果もあったが、衛星通信の発達により暮らしに必要となった。アマチュア無線家にとっては機会の少ない場所との通信という希少価値がある。
大きなイベント、特に国際的なイベントの際には記念局が開設される。来訪したアマチュア無線家が運用する事がある。アマチュア無線の交信は最もわかりやすい民間レベルの国際交流であるため、国際的なイベント（万博、オリンピック、FIFAワールドカップなど）には記念局が積極的に開設される。記念局の運用やそことの交信も、アマチュア無線家にとって記念になる。
日本の事例はアマチュア局#特殊なアマチュア局を参照。

### 国際宇宙ステーション

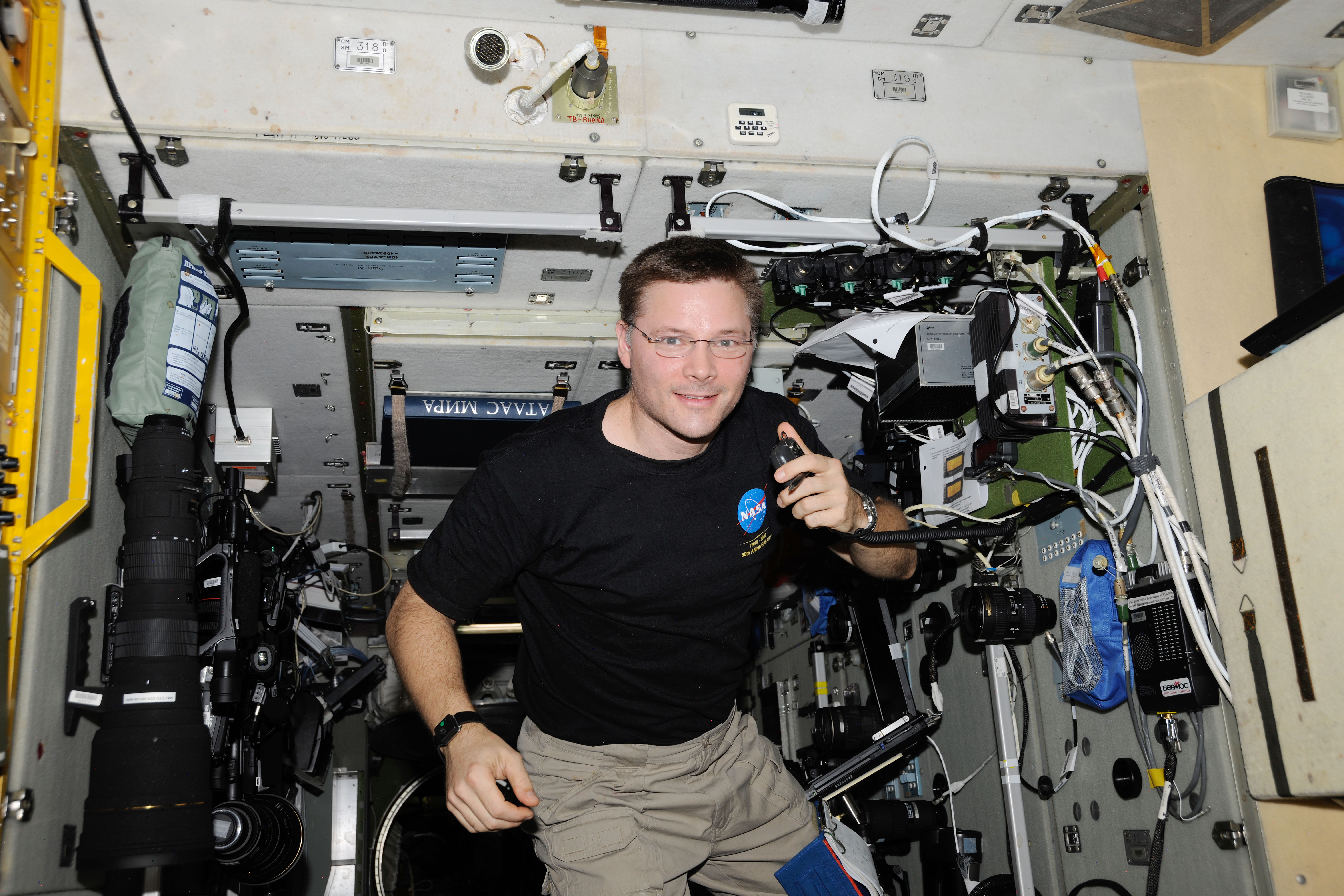
第24次長期滞在 のフライト・エンジニアである、NASA の宇宙飛行士 ダグラス・ホイーロック大佐 (KF5BOC) は 国際宇宙ステーション の ズヴェズダ_(ISS) サービス・モジュールで NA1SS を運用した。 無線機は KENWOOD TM-D700E（TM-D700の外国向け仕様）を使用。

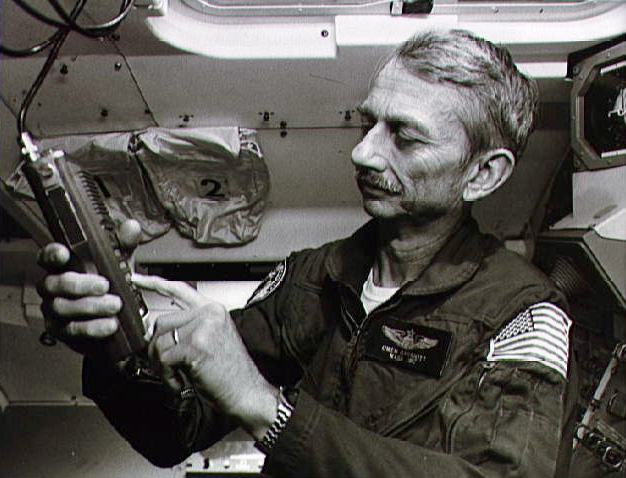
スペースシャトル機内で運用するオーウェン・ギャリオット技師（W5LFL）、1983年

国際宇宙ステーションでは、アマチュア無線局ARISS (Amateur Radio on the ISS) が運用されている。母国の免許を持つ宇宙飛行士各員が余暇時間を用いて運用を行う。
通常の通信の他に教育を目的として、あらかじめ特定の学校と日時を決めて通信を行う、スクールコンタクトと呼ばれる運用も行われている。
この際のコールサインはNA1SSとRS0ISSが用いられる。
他にスペースシャトルやミールでも同様の運用実績があり、それぞれSAREX, MIREXと呼んだ。世界で初めて宇宙空間からの運用をしたのは、オーウェン・ギャリオットである

### 南極
- 昭和基地（日本）の8J1RL
- アムンゼン・スコット基地（米国）のKC4AAA
- マクマード基地（同上）のKC4USV
- ボストーク基地（ロシア）のR1ANC
- デービス基地(Davis Station)（オーストラリア）のVK0BP

などが知られている

### 「ハム」の由来
アマチュア無線家のことをハム (HAM) とも呼ぶが、この言葉の由来には諸説あり、
- amateurの最初の2文字をとり発音しやすいようにhをつけたもの。
- いわゆる“大根役者”（アマチュア）のことを英語でhamと言うことから。
- アマチュア無線の黎明期に有名だったアマチュア局のコールサインから。
- アマチュア無線の黎明期に有名だった3人のアマチュア無線家のイニシャルから。
- 電源交流の回込みやアンプの低周波の発振によるブーンというノイズをハムノイズ、略してハムとも言い、往年のアマチュアの機材ではよくこれが電波に乗ったところから来ているという説。その綴りは hum である。

また、「アマチュア無線」そのものもハムと呼ぶことがあるがこれは一般的に誤用とされ、正しくは先述の通り「アマチュア無線家」のことである。英語圏では、アマチュア無線のことは、"amateur radio" または "ham radio" といい、"ham" とだけ言うことではない。"hammy"（ハミー）と呼ぶことはある。

### アマチュア無線に用いられる用語
定められた無線用語（Q符号や通話表）の他、当業務に適した用語が用いられ、アマチュア業務において暗語の使用は禁止されている（日本では電波法第58条）。これはアマチュア局の通信の相手方が「全世界不特定のアマチュア局」であることに由来する。他の無線通信業務においても通信の相手方が同様のものについては暗語の使用は禁止されている。

### 通信内容
発信者の身元保証や通信内容について規定されており（虚偽の通信の禁止と罰則規定―電波法第106条）、通信内容の正確性が担保されている。なお、無線局運用規則第259条により、非常通信などを除いて、第三者の依頼による通報はできない。

## アマチュア無線が引き起こす問題

### 他の機器などへの電波障害
その近隣に電波障害を与えることがある。テレビ（地上デジタル放送化されてからは減少傾向にある）・ラジオ・パソコン・無線LAN、医療機器

あるいは他の救急無線、消防無線の無線装置などに電波の妨害・混信を与える事が問題となる。
自局の発射する電波が他の無線局の運用または放送の受信に支障を与え、または与えるおそれがあるときは、すみやかに当該周波数による電波の発射を中止しなければならない。アマチュア局はそのような事態を避けるため対処をしなければならないとある。

### 電波の人体に与える影響
他の無線局と同様、電波、すなわち電磁波が健康に悪影響を及ぼし、あるいは及ぼされている可能性がある。
2013年現在、病理学的に電磁波の生体に与える影響は明確ではない。
どのくらいのレベルの電磁波から規制するかは、国によって差がある。
日本では、アマチュア局を含む無線局は周波数と輻射電力などに応じた防護策を講じること（電波防護指針と呼ぶ。）が電波法施行規則第21条の3

に定められている。
国際非電離放射線防護委員会ガイドラインや電波防護指針を基に磁界強度だけでなく電界強度まで考慮すると、例えば磁界放出型のループアンテナ（周波数14MHz、空中線電力10Wと想定）などは、人体から2m以上の距離を確保しなければならないとされる。

## 主な企業

### 無線機

#### 日本
- JVCケンウッド(ケンウッド(旧トリオ)ブランド)
- 八重洲無線
- アイコム
- アルインコ
- エーオーアール(受信機のみ)

##### 廃業
- ミズホ通信

### アンテナ

#### 日本
- 第一電波工業
- コメット
- クリエート・デザイン
- ナガラ電子工業
- ラディックス
- ナテック

### 関連機器
- アツデン(ヘッドセット、リニアアンプ等。かつては無線機や受信機も製造)

### その他
- CQ出版(雑誌「CQ ham radio」を発行)

## 社会におけるアマチュア無線

### 大衆文化におけるアマチュア無線

#### アマチュア無線が登場する創作物

##### 小説
- 発信人は死者

##### 映画
- オーロラの彼方へ